# Saint-Pey-d'Armens
Saint-Pey-d'Armens est une commune du Sud-Ouest de la France, située dans le département de la Gironde (région Nouvelle-Aquitaine). Elle est une des huit communes faisant partie de la juridiction de Saint-Émilion qui est classée au patrimoine mondial de l'Humanité par l'Unesco pour son paysage viticole historique qui a survécu intact et est en activité de nos jours.

## Géographie

### Localisation
Commune située dans le vignoble de Saint-Émilion sur la route départementale 936 entre Branne et Castillon-la-Bataille.
La commune fait partie de la communauté de communes de la Juridiction de Saint-Émilion.

### Communes limitrophes
Les communes limitrophes sont Saint-Étienne-de-Lisse, Saint-Hippolyte, Saint-Laurent-des-Combes, Saint-Magne-de-Castillon, Sainte-Terre et Vignonet.
| Saint-Laurent-des-Combes | Saint-Hippolyte    | Saint-Étienne-de-Lisse   |
| Vignonet                 | Saint-Pey-d'Armens | Saint-Magne-de-Castillon |
|                          | Sainte-Terre       |                          |

### Climat
Pour des articles plus généraux, voir Climat de la Nouvelle-Aquitaine et Climat de la Gironde.
Historiquement, la commune est exposée à un climat océanique aquitain.  
En 2020, Météo-France publie une typologie des climats de la France métropolitaine dans laquelle la commune est exposée à un climat océanique et est dans la région climatique  Aquitaine, Gascogne, caractérisée par une pluviométrie abondante au printemps, modérée en automne, un faible ensoleillement au printemps, un été chaud (19,5 °C), des vents faibles, des brouillards fréquents en automne et en hiver et des orages fréquents en été (15 à 20 jours).
Pour la période 1971-2000, la température annuelle moyenne est de 13,2 °C, avec une amplitude thermique annuelle de 15 °C. Le cumul annuel moyen de précipitations est de 820 mm, avec 11,3 jours de précipitations en janvier et 6,6 jours en juillet. Pour la période 1991-2020, la température moyenne annuelle observée sur la station météorologique la plus proche, située sur la commune de Saint-Émilion à 5 km à vol d'oiseau, est de 13,9 °C et le cumul annuel moyen de précipitations est de 798,1 mm,. Pour l'avenir, les paramètres climatiques de la commune estimés pour 2050 selon différents scénarios d’émission de gaz à effet de serre sont consultables sur un site dédié publié par Météo-France en novembre 2022.

## Urbanisme

### Typologie
Au 1er janvier 2024, Saint-Pey-d'Armens est catégorisée commune rurale à habitat dispersé, selon la nouvelle grille communale de densité à sept niveaux définie par l'Insee en 2022.
Elle est située hors unité urbaine et hors attraction des villes,.

### Occupation des sols

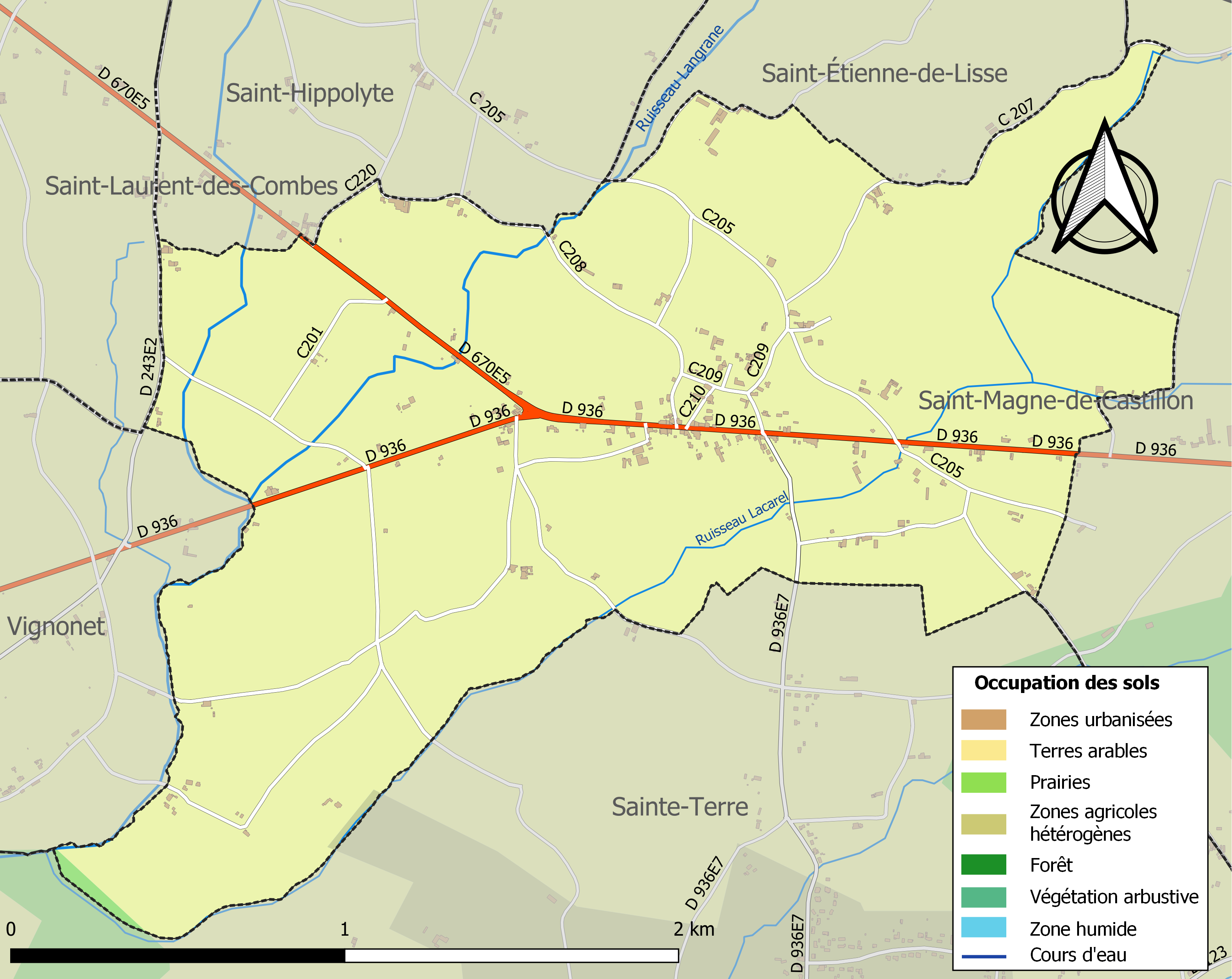
Carte des infrastructures et de l'occupation des sols de la commune en 2018 (CLC).

L'occupation des sols de la commune, telle qu'elle ressort de la base de données européenne d’occupation biophysique des sols Corine Land Cover (CLC), est marquée par l'importance des territoires agricoles (100 % en 2018), une proportion identique à celle de 1990 (100 %). La répartition détaillée en 2018 est la suivante : 
cultures permanentes (99,5 %), prairies (0,4 %), zones agricoles hétérogènes (0,1 %). L'évolution de l’occupation des sols de la commune et de ses infrastructures peut être observée sur les différentes représentations cartographiques du territoire : la carte de Cassini (XVIIIe siècle), la carte d'état-major (1820-1866) et les cartes ou photos aériennes de l'IGN pour la période actuelle (1950 à aujourd'hui).

### Risques majeurs
Le territoire de la commune de Saint-Pey-d'Armens est vulnérable à différents aléas naturels : météorologiques (tempête, orage, neige, grand froid, canicule ou sécheresse), inondations et séisme (sismicité très faible). Il est également exposé à un risque technologique, la rupture d'un barrage. Un site publié par le BRGM permet d'évaluer simplement et rapidement les risques d'un bien localisé soit par son adresse soit par le numéro de sa parcelle.

#### Risques naturels
Certaines parties du territoire communal sont susceptibles d’être affectées par le risque d’inondation par débordement de cours d'eau. La commune a été reconnue en état de catastrophe naturelle au titre des dommages causés par les inondations et coulées de boue survenues en 1982, 1999 et 2009,.

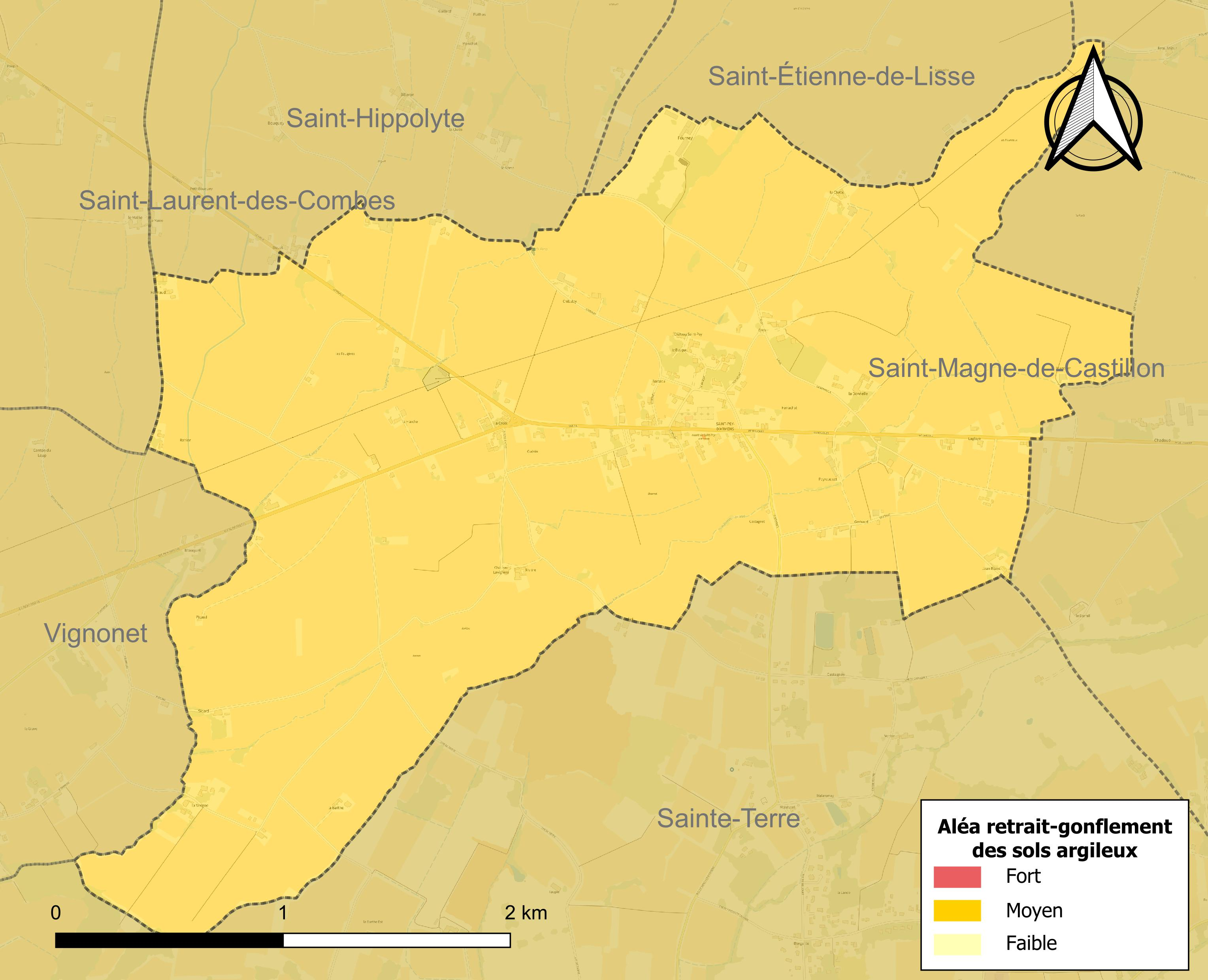
Carte des zones d'aléa retrait-gonflement des sols argileux de Saint-Pey-d'Armens.

Le retrait-gonflement des sols argileux est susceptible d'engendrer des dommages importants aux bâtiments en cas d’alternance de périodes de sécheresse et de pluie. La totalité de la commune est en aléa moyen ou fort (67,4 % au niveau départemental et 48,5 % au niveau national). Sur les 147 bâtiments dénombrés sur la commune en 2019,  147 sont en aléa moyen ou fort, soit 100 %, à comparer aux 84 % au niveau départemental et 54 % au niveau national. Une cartographie de l'exposition du territoire national au retrait gonflement des sols argileux est disponible sur le site du BRGM,.
Concernant les mouvements de terrains, la commune a été reconnue en état de catastrophe naturelle au titre des dommages causés par des mouvements de terrain en 1999.

#### Risques technologiques
La commune est en outre située en aval du  barrage de Bort-les-Orgues, un ouvrage sur la Dordogne de classe A soumis à PPI, disposant d'une retenue de 477 millions de mètres cubes. À ce titre elle est susceptible d’être touchée par l’onde de submersion consécutive à la rupture de cet ouvrage.

## Politique et administration
| Période                                  | Période  | Identité           | Étiquette | Qualité |
| ---------------------------------------- | -------- | ------------------ | --------- | ------- |
| avant 1981                               | ?        | René Bentenat      |           |         |
| mars 2001                                | 2008     | Michel Castanet    | DVD       |         |
| mars 2008                                | En cours | Véronique Marchive | MoDem     |         |
| Les données manquantes sont à compléter. |          |                    |           |         |

## Démographie
L'évolution du nombre d'habitants est connue à travers les recensements de la population effectués dans la commune depuis 1793. Pour les communes de moins de 10 000 habitants, une enquête de recensement portant sur toute la population est réalisée tous les cinq ans, les populations de référence des années intermédiaires étant quant à elles estimées par interpolation ou extrapolation. Pour la commune, le premier recensement exhaustif entrant dans le cadre du nouveau dispositif a été réalisé en 2008.

En 2022, la commune comptait 185 habitants, en évolution de −8,87 % par rapport à 2016 (Gironde : +6,91 %, France hors Mayotte : +2,11 %).
| 1793 | 1800 | 1806 | 1821 | 1831 | 1836 | 1841 | 1846 | 1851 |
| ---- | ---- | ---- | ---- | ---- | ---- | ---- | ---- | ---- |
| 117  | 238  | 346  | 326  | 347  | 342  | 372  | 338  | 346  |

| 1856 | 1861 | 1866 | 1872 | 1876 | 1881 | 1886 | 1891 | 1896 |
| ---- | ---- | ---- | ---- | ---- | ---- | ---- | ---- | ---- |
| 334  | 329  | 340  | 369  | 329  | 312  | 328  | 360  | 350  |

| 1901 | 1906 | 1911 | 1921 | 1926 | 1931 | 1936 | 1946 | 1954 |
| ---- | ---- | ---- | ---- | ---- | ---- | ---- | ---- | ---- |
| 343  | 382  | 359  | 366  | 367  | 388  | 389  | 362  | 410  |

| 1962 | 1968 | 1975 | 1982 | 1990 | 1999 | 2006 | 2008 | 2013 |
| ---- | ---- | ---- | ---- | ---- | ---- | ---- | ---- | ---- |
| 383  | 393  | 343  | 316  | 304  | 276  | 266  | 263  | 216  |

| 2018 | 2022 | - | - | - | - | - | - | - |
| ---- | ---- | - | - | - | - | - | - | - |
| 190  | 185  | - | - | - | - | - | - | - |

## Lieux et monuments
- La Croix de cimetière de Saint-Pey-d'Armens est classée Monument historique en 1901.
- Les paysages de Saint-Pey-d'Armens sont classés au patrimoine mondial de l'UNESCO, comme pour tous les villages entourant la commune de Saint-Émilion.
- Église Saint-Pierre-aux-Liens de Saint-Pey-d'Armens. L'arc triomphal a été inscrit au titre des monuments historique en 1925[25].